# Valerie Young
Valerie Isobel Margaret Young, z domu Sloper (ur. 10 sierpnia 1937 w Ashburton) – nowozelandzka lekkoatletka, specjalistka rzutu dyskiem i pchnięcia kulą, zdobywczyni siedmiu medali w pchnięciu kulą oraz w rzucie dyskiem podczas Igrzysk Wspólnoty Narodów, trzykrotna olimpijka.
Zajęła 5. miejsce w pchnięciu kulą na igrzyskach olimpijskich w 1956 w Melbourne. Na igrzyskach Imperium Brytyjskiego i Wspólnoty Brytyjskiej w 1958 w Cardiff zwyciężyła w tej konkurencji, wyprzedzając Suzanne Allday z Anglii i Jackie Gelling z Kanady, a także zdobyła brązowy medal w rzucie dyskiem, za Allday i swoją koleżanką z reprezentacji Nowej Zelandii Jennifer Thompson. Zajęła 4. miejsce w pchnięciu kula i 10. miejsce w rzucie dyskiem na igrzyskach olimpijskich w 1960 w Rzymie.
Zwyciężyła w pchnięciu kulą (przed Jean Roberts z Australii i Allday) oraz w rzucie dyskiem (przed Australijkami Rosslyn Williams i Mary McDonald) na igrzyskach Imperium Brytyjskiego i Wspólnoty Brytyjskiej w 1962 w Perth. Ponownie zajęła 4. miejsce w pchnięciu kulą, a także 13. miejsce w rzucie dyskiem na igrzyskach olimpijskich w 1964 w Tokio. Obroniła tytuły mistrzowskie w pchnięciu kulą (wyprzedzając Mary Peters z Irlandii Północnej i Nancy McCredie z Kanady) i w rzucie dyskiem (przed Roberts i Carol Martin z Kanady) na igrzyskach Imperium Brytyjskiego i Wspólnoty Brytyjskiej w 1966 w Kingston. Po tych igrzyskach wycofała się na kilka lat w wyczynowego uprawiania lekkiej atletyki.
Powróciła jako aktywna zawodniczka na początku następnej dekady. Zdobyła brązowy medal w pchnięciu kulą na igrzyskach Konferencji Pacyfiku w 1973 w Toronto, a następnie srebrny medal w tej konkurencji na igrzyskach Brytyjskiej Wspólnoty Narodów w 1974 w Christchurch (ulegając Jane Haist z Kanady, a wyprzedzając Roberts).
Young zdobyła 37 tytułów mistrzyni Nowej Zelandii (najwięcej spośród wszystkich zawodników), w tym 18 złotych medali w rzucie dyskiem i 17 w pchnięciu kulą:
- pchnięcie kulą – od 1955/1956 do 1865/1966, 1971/1972, 1972/1973, 1973/1974, 1978/1979, 1979/1980 i 1980/1981
- rzut dyskiem – 1956/1957, 1957/1958, od 1960/1961 do 1965/1966, 1971/1972, 1972/1973 i od 1974/1975 do 1981/1982
- pięciobój – 1957/1958 i 1962/1963

Piętnaście razy poprawiała rekord Nowej Zelandii w pchnięciu kulą do rezultatu 17,26 m, uzyskanego 20 października 1964 w Tokio. Rekord ten został poprawiony dopiero w 2002 przez  Valerie Adams. Young była również czterokrotną rekordzistką swego kraju w rzucie dyskiem do wyniku 53,77 m (17 listopada 1962 w Geraldton; rekord ten poprawiła Elizabeth Ryan w 1990) oraz dwukrotną w pięcioboju, do wyniku 4459 punktów (2 lutego 1964 w Christchurch). Według stanu na listopad 2023 Young zajmuje 5. miejsce w pchnięciu kulą i 9. miejsce w rzucie dyskiem na liście najlepszych nowozelandzkich zawodniczek w historii.
W 1987 roku Valerie Young została odznaczona Orderem Imperium Brytyjskiego za zasługi w lekkoatletyce.